# Eupithecia sextiata
Eupithecia sextiata là một loài bướm đêm trong họ Geometridae.